# Culinária de Cuba
A cozinha cubana, é uma fusão da culinária do povo nativo Tainos e das cozinhas espanhola, africana e caribenha. Algumas das receitas cubanas envolvem especiarias e técnicas da culinária espanhola e africana, com um pouco de influência caribenha nos condimentos e sabor. Isto resulta em uma única, interessante e saborosa mistura de várias influências culturais diferentes, com grandes similaridades com a culinária dos vizinhos República Dominicana e Porto Rico. Uma pequena, porém notável, influência chinesa também pode ser considerada, principalmente na área de Havana. Durante os tempos coloniais, Cuba foi um importante porto para o comércio, e muitos espanhóis que viviam ali, trouxeram suas tradições culinárias juntamente com eles.
Como resultado da colonização de Cuba pela Espanha, uma das principais influências sobre a cozinha é a espanhola. Junto com a Espanha, outra influencia culinária inclui a África, dos africanos que foram trazidos a Cuba como escravos, e holandesa, a partir dos colonos franceses que chegaram a Cuba, pelo Haiti. Outro importante fator é que Cuba é uma ilha, tornando os frutos do mar algo de grande influencia sobre a cozinha cubana. Outro fator que contribui para a cozinha Cubana é o fato de que Cuba está em um clima tropical. O clima tropical produz frutas e raízes que são usadas em iguarias e refeições cubanas.

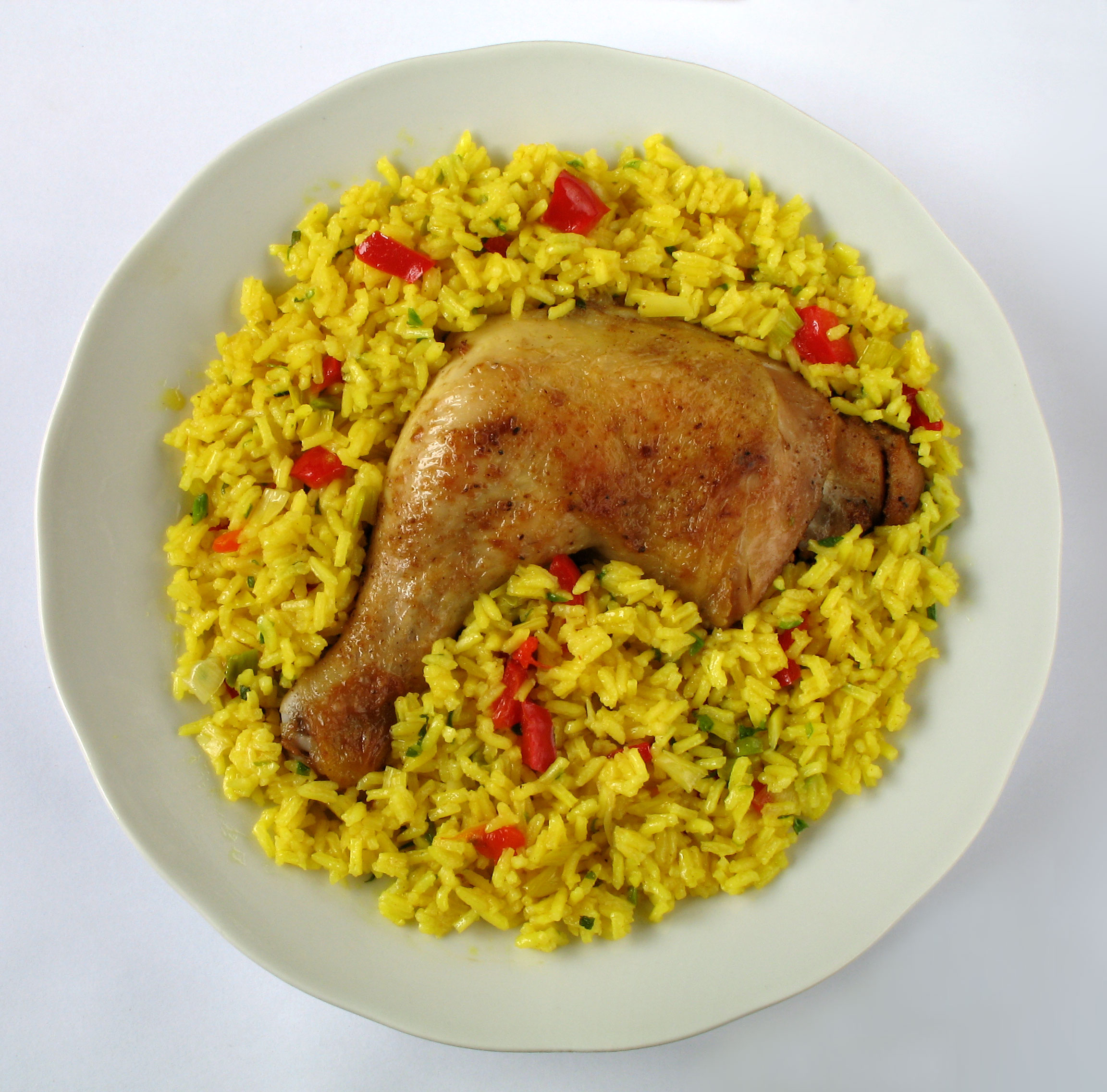
Arroz con pollo (arroz com frango)

Uma típica refeição poderia ser constituída de arroz e feijão, cozidos juntos ou separados. Quando cozidos juntos a receita é chamada de "Congri", "Moros" ou "Moros y Cristianos" (feijão preto e arroz). Se cozinhado separadamente é chamado de "Arroz con/y Frijoles (arroz com/e feijão). Um prato principal (principalmente carne de porco ou vaca) como "Ropa Vieja", algum tipo de vianda (não confundir com a vianda francesa, que corresponde à "carne", este termo abrange vários tipos de tubérculos, tais como yuca, malanga e batatas todas servidas seja fervidas (cozidas) ou fritas, assim como banana da terra , banana verde e até mesmo milho), uma salada simplesmente composta de tomate, alface e abacate, embora pepino, cenouras, repolho, feijão verde fermentado e rabanete não sejam incomuns. Curiosamente, comidas típicas crioulas ignoram em grande parte as frutas, exceto banana madura, que geralmente é consumida juntamente com o arroz e feijão. Frutas tropicais podem ser servidas, no entanto, dependendo das preferências de cada família. Normalmente, todos os pratos são servidos à mesa de uma só vez, exceto, talvez, pelas sobremesas, que em geral consistem em doce de goiaba em calda com anis e canela, servido com um suculento pedaço de queijo branco de cabra.

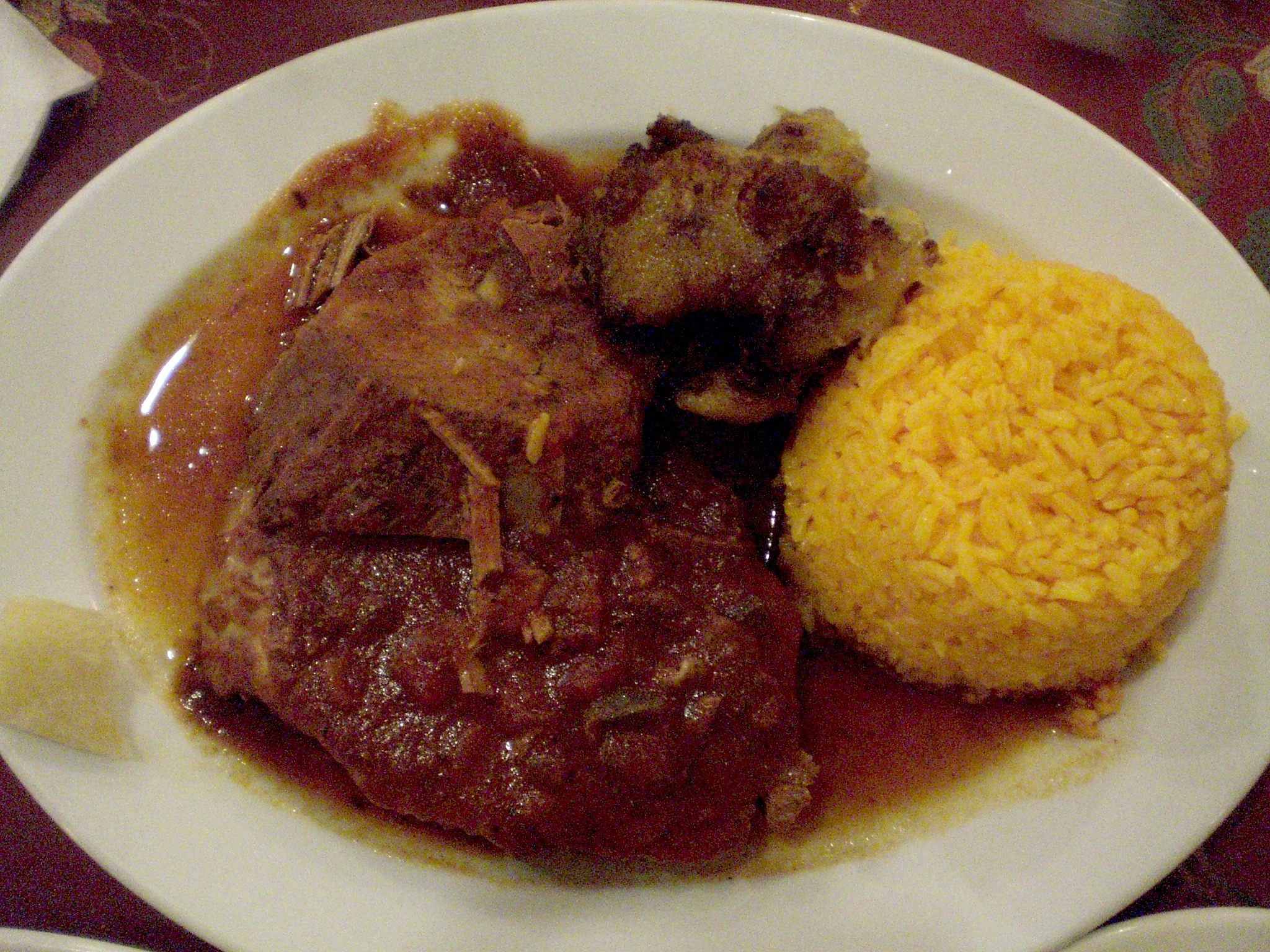
Boliche.

Arroz e feijão são elementos da culinária encontrados em toda Cuba, embora isso varie por regiões. Na parte oriental da ilha, "arroz congri oriental" é o prato predominante de arroz e feijão. Arroz branco e feijões vermelhos são cozinhados juntos com um sofrito e depois cozidos no forno. O mesmo procedimento é usado para o Congri mencionado acima (também conhecido pelos termos Arroz Moro e Moros y Cristianos - literalmente "Mouros e Cristãos") que ao invés disso usam feijões pretos. Embora o processo de preparo da sopa de feijão preto contenha o básico (cebola, alho, folha de louro, sal) cada região tem sua tradição de prepará-lo.
Guisados e sopas são comuns. São geralmente consumidos junto com arroz branco ou gofio (um tipo de farinha de milho, também das Ilhas Canárias), ou comido sozinho.  Milho cozido, sopa de milho (ensopado), "caldosa" (uma sopa feita com uma variedade de tubérculos e carnes), são pratos populares também. Também são populares os ensopados de feijões brancos espanhóis, como "Caldo Galego" (cozido galego), "Fabada Asturiana" (cozido asturiano) e "Cocido de Garbanzos (cozido de grão-de-bico).
Carne, quando disponível em caderneta de racionamento é geralmente servida em molhos leves. O molho mais popular, usado para acompanhar não apenas porco assado, mas qualquer carne, é o Mojo ou Mojito (não confundir com o coquetel mojito), feito com azeite, alho, cebola, especiarias como orégano e laranja amarga ou suco de limão. A origem do mojo cubano vem dos molhos das Ilhas Canárias. O mojo cubano é feito com ingredientes diferentes, mas utiliza a mesma ideia e técnica das Ilhas Canárias. Obviamente, com tantos imigrantes das Ilhas Canárias em Cuba, a influência canária seria forte. Roupa Velha é um prato de carne desfiada (geralmente peito) cozida em fogo brando com molho de tomate crioulo feito separado 'Roupa velha' é o nome espanhol que significa "roupas esgarçadas, velhas nas quais as tiras de carne assemelham-se" Roupa Velha é também originária das Ilhas Canárias, como toda a origem da comida Cubana. Boliche é uma carne vermelha, recheada com linguiça e ovos cozidos.